# Leongatha
Leongatha är en ort i Victoria i Australien. Den hade 4 894 invånare år 2011.

## Kända personer från Leongatha
- Drew Ginn (1974–), roddare
- Cameron McKenzie-McHarg (1980–), roddare